# Zyklotron

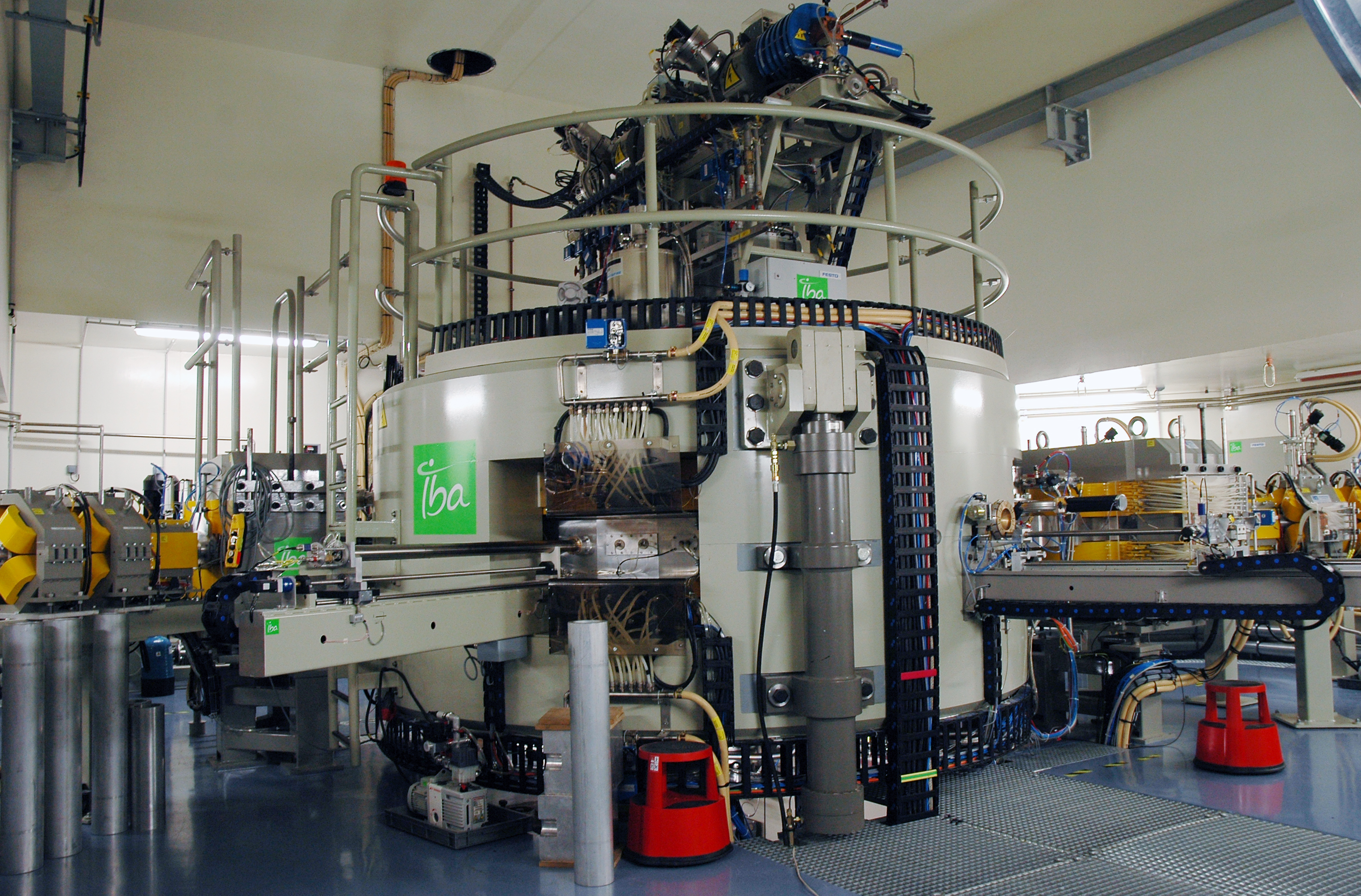
Zyklotron für 70-MeV-Protonen, Baujahr 2008, Universität Nantes (Frankreich)

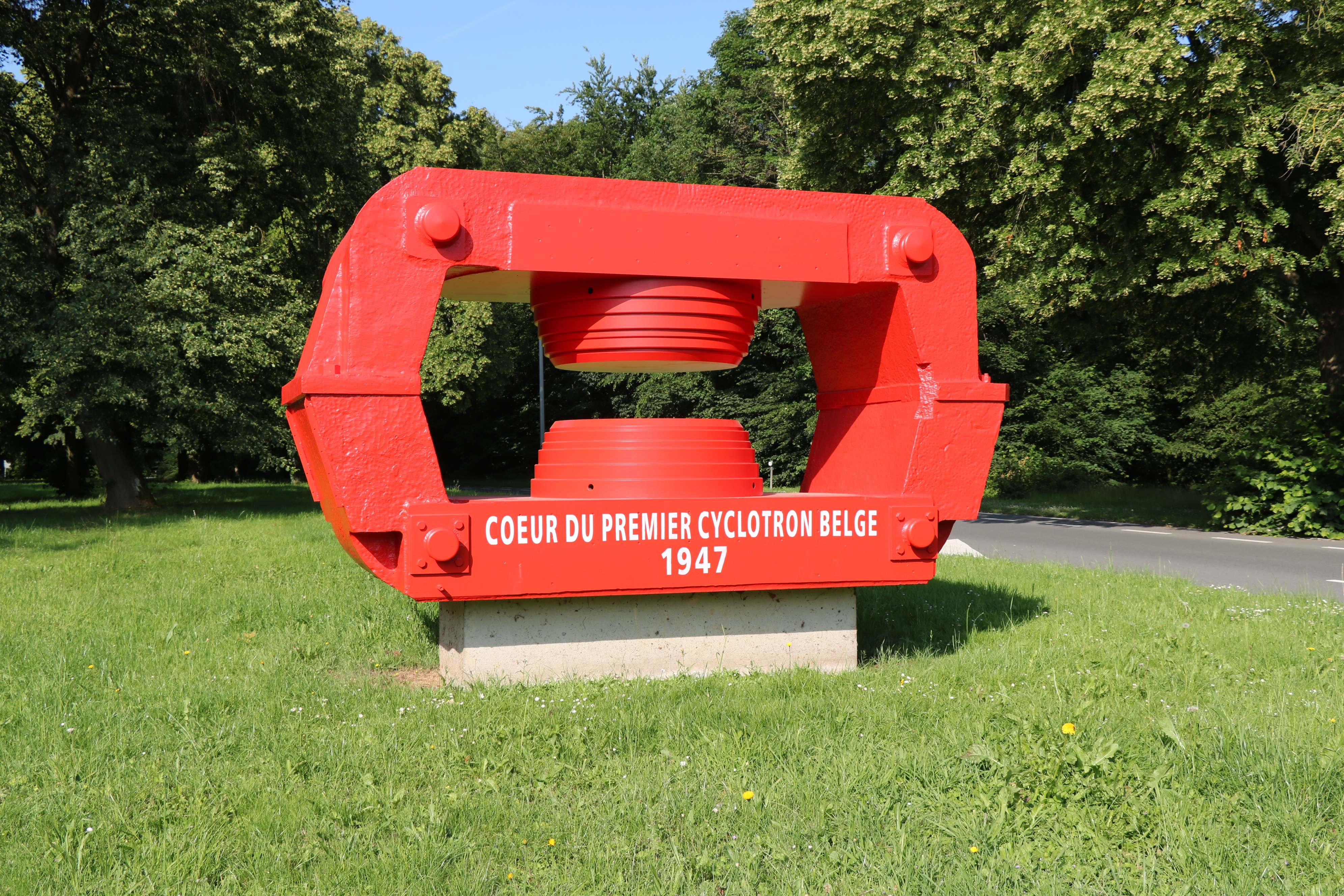
Magnet des ersten belgischen Zyklotron (1947).

Ein Zyklotron (von altgriechisch κύκλος kýklos, deutsch ‚Kreis, Bewegung im Kreis, Kreislauf‘; lateinisch cyclus ‚Kreis‘) ist ein Teilchenbeschleuniger, genauer gesagt ein Kreisbeschleuniger. Ein Magnetfeld lenkt die zu beschleunigenden Ionen in eine spiralähnliche Bahn, auf der die Beschleunigungsstrecke immer wieder durchlaufen wird; beschleunigt werden sie durch ein elektrisches Feld.
In Zyklotronen werden Ionen auf Energien von etwa 10 bis 500 MeV beschleunigt. Für Energien, die groß sind im Vergleich zur Ruheenergie der Teilchen, sind Zyklotrone wenig geeignet. Daher werden sie für Elektronen nicht eingesetzt. Das größte Zyklotron der Welt befindet sich in der Anlage TRIUMF in Kanada.

## Geschichte

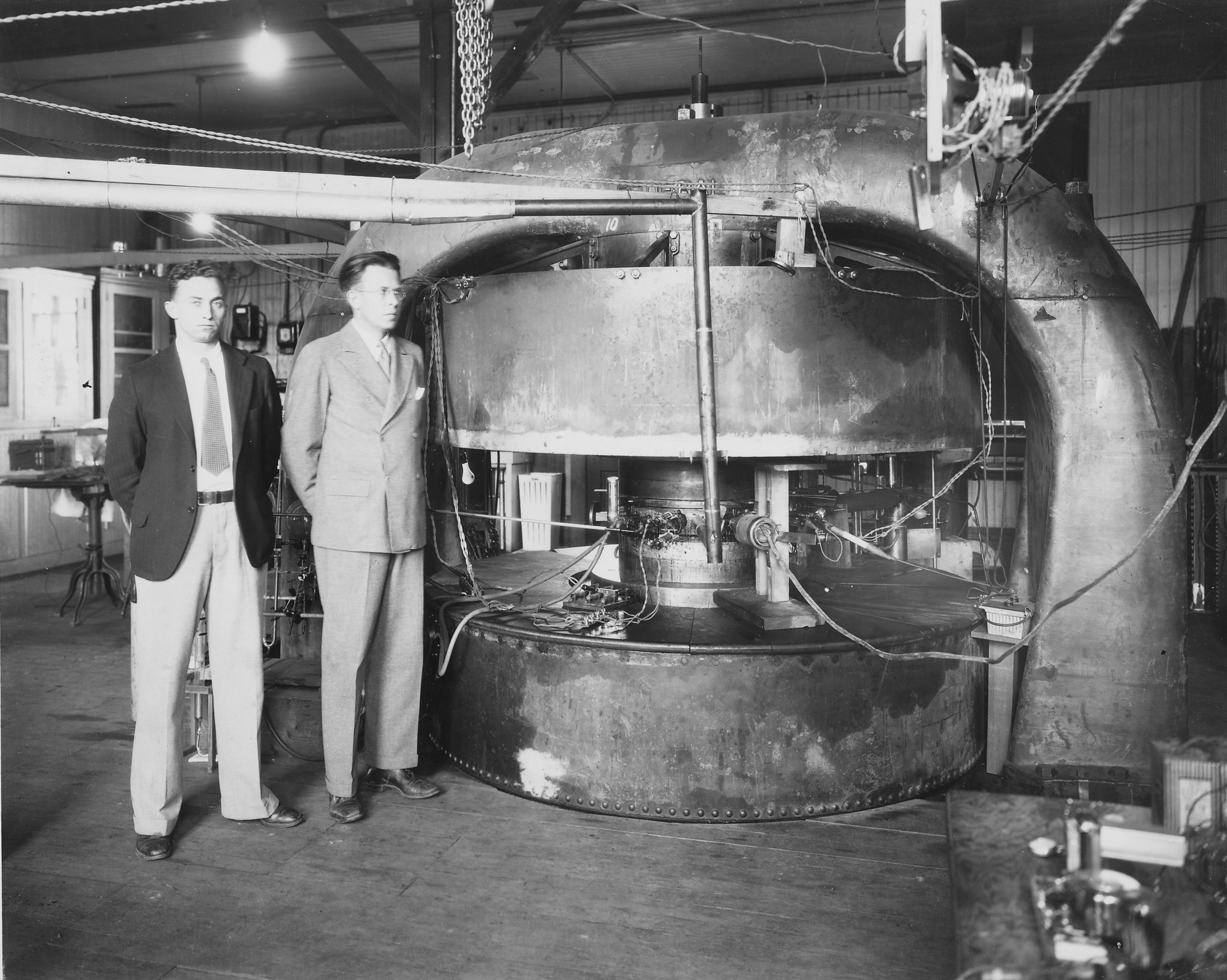
27-inch-Zyklotron des Radiation Laboratory in Berkeley mit M. Stanley Livingston (links) und Ernest O. Lawrence (Aufnahme von 1935)

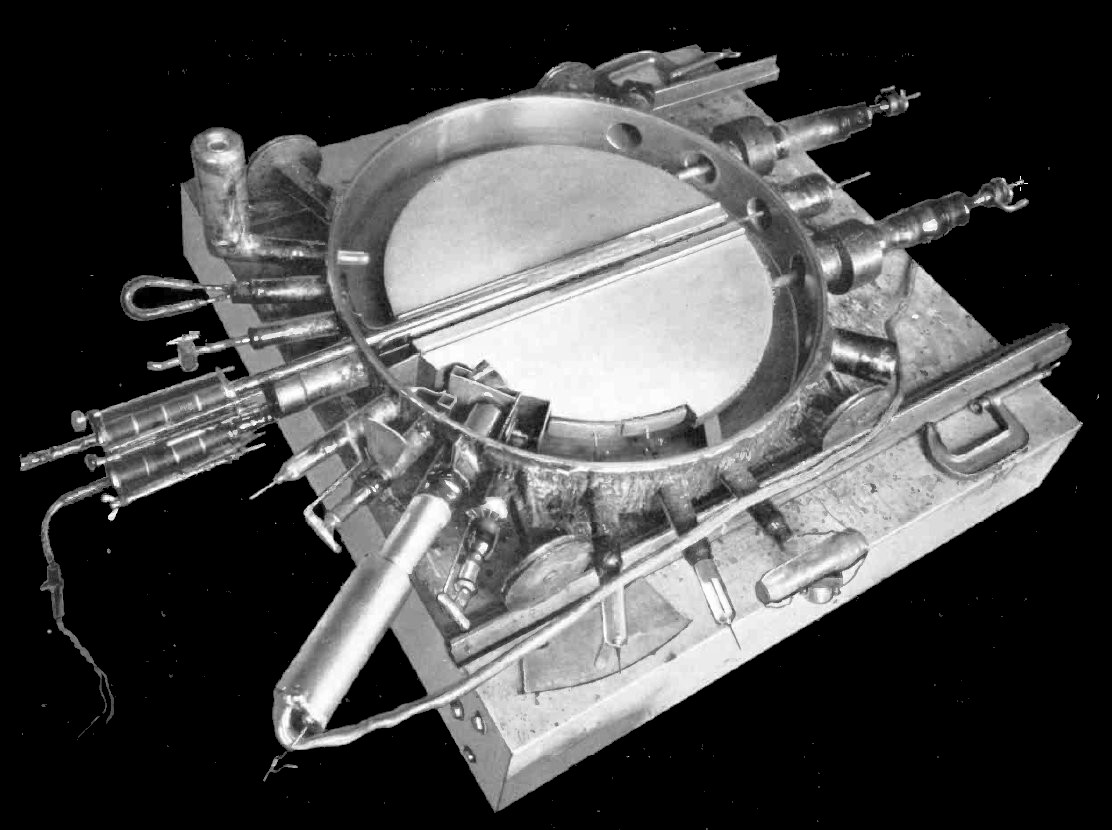
Innerer Aufbau der Vakuumkammer des 27-inch-Zyklotrons von Lawrence mit den beiden Duanten. Rechts sind die beiden Anschlüsse der Beschleunigungsspannung zu erkennen; die Ablenkelektrode befindet sich am unteren Rand des unteren Duanten, das Target noch in der Vakuumkammer links daneben.

Überlegungen zu einem Zyklotron wurden in den 1920er Jahren von mehreren Elektrotechnikern und Physikern unabhängig voneinander vorgestellt, so 1924 von Dennis Gábor in Berlin,:S. 80f
1926 von Eugen Flegler in Aachen,
1927 von Max Steenbeck in Kiel:S. 81f
und 1929 von Leó Szilárd in Berlin, der ein Patent hierzu anmeldete,:S. 81, aber die Patentanmeldung nicht weiter verfolgte.
All diesen Überlegungen folgte aber keine praktische Anwendung.
Erstmals wurde ein Zyklotron 1930 in Berkeley von Ernest O. Lawrence und seinem Doktoranden M. Stanley Livingston realisiert und im Jahre 1932 patentiert.
Ebenfalls 1930 baute Jean Thibaud in Paris ein Zyklotron, das aber kaum Beachtung fand.:S. 80, 101
Lawrence war zu Beginn des Jahres 1929 auf eine Veröffentlichung von Rolf Wideröe gestoßen, in der dieser einen Linearbeschleuniger mit zwei Beschleunigungsstufen beschrieben hatte und die ihn zum Bau eines Zyklotrons veranlasste.:S. 82f,
Aber erst im Februar 1930 begann die Anwendung, anfangs für kurze Zeit durch seinen Assistenten Edlefsen und ab dem Sommer durch Livingston. Im September stellte Lawrence sein Vorhaben erstmals auf einer Konferenz vor, und im Dezember gelang es Livingston, mit einer Beschleunigungsspannung von nur 300 V Wasserstoff-Molekül-Ionen {\displaystyle \mathrm {H} _{2}^{+}} auf die Energie 6 keV zu beschleunigen. Dieses erste Zyklotron hatte den maximalen Bahnradius {\displaystyle R=4{,}5\,\mathrm {cm} } und wurde mit magnetischen Flussdichten {\displaystyle B} von bis zu 0,55  T betrieben. Mit einem im Januar 1931 kurzzeitig ausgeliehenen Magneten konnten 1,27 T und damit eine Ionenenergie von 80 keV erreicht werden.:S. 87–89, 93–98
Unmittelbar darauf begannen die Arbeiten an einem zweiten, größeren Zyklotron, dem 10-inch-Zyklotron, mit {\displaystyle R=11{,}5\,\mathrm {cm} } und {\displaystyle B_{\mathrm {max} }=1{,}4\,\mathrm {T} }, mit dem auch Protonen in ausreichender Zahl beschleunigt werden konnten. Im Januar 1932 konnten mit diesem Gerät Protonen nach 150 Umläufen auf vorher noch nie erreichte 1,2 MeV beschleunigt werden; die Stromstärke des Strahls betrug dabei etwa 1 nA.:S. 28
Damit war die technische Machbarkeit für diesen Beschleunigertyp nachgewiesen, der in den ersten Jahren „Magnetresonanzbeschleuniger“ genannt wurde. Die Bezeichnung „Zyklotron“ stammt aus dem Laborjargon und wurde erst ab 1936 auch offiziell verwendet.:S. 84,:S. 31
Ein Zyklotron mit höherer Ionenenergie musste einen größeren Durchmesser haben.:S. 128, 131
Es konnte realisiert werden, weil die Research Corporation die erheblich gestiegenen Kosten trug und Lawrence einen Magneten aus einem ausrangierten Poulsen-Sender der Federal Telegraph Company übernehmen konnte. Diese Kooperation führte bereits 1931 zur Gründung des Radiation Laboratory.:Kap. III.1
In der Folge entstanden bis 1939 drei Anlagen: das 27-inch-Zyklotron (Deuteronen mit bis zu 6 MeV), das 37-inch-Zyklotron (Deuteronen mit bis zu 8 MeV) und das 60-inch-Zyklotron (Deuteronen mit bis zu 20 MeV, Heliumkerne mit bis zu 40 MeV).
Auch die Stromstärke des Strahls konnte erheblich gesteigert werden von 1 nA beim 10-inch-Zyklotron auf 150 μA beim 37-inch-Zyklotron.:S. 270,:S. 32
Diese neueren Zyklotrone erlaubten erstmals auch produktive kernphysikalische Forschung. So synthetisierte eine Gruppe um Seaborg 1940/1941 erstmals Plutonium durch den Beschuss von Uran mit Deuteronen aus dem 37-inch- und 60-inch-Zyklotron.
Eine andere Anwendung war schon in diesen Anfangsjahren die Krebsbehandlung mit Neutronen.:S. 32
Das 60-inch-Zyklotron war der Prototyp für etliche Anlagen außerhalb Berkeleys. Auch Firmen wie General Electric, Philips und BBC bauten nun Zyklotrone. 1945 gab es bereits mindestens 15 Anlagen in den USA und 10 in der restlichen Welt.:S. 32f
In der Sowjetunion wurde bereits 1932 auf Anregung von George Gamow und Lew Myssowski beschlossen, in Leningrad ein Zyklotron zu bauen. Fertiggestellt wurde es schließlich 1937 von diesem und Igor Kurtschatow. Es war, abgesehen von dem nicht über den ersten Schritt hinausgekommenen Zyklotron von Thibaud, der erste europäische Beschleuniger dieses Typs.
In Paris begann Frédéric Joliot-Curie mit dem Bau eines Zyklotrons, der sich aber durch den Zweiten Weltkrieg verzögerte. Erst nach dem Waffenstillstand zwischen Deutschland und Frankreich konnte es im Jahr 1942 unter Mitarbeit von Walther Bothe und Wolfgang Gentner fertiggestellt werden. 1943 wurde ein Zyklotron in Heidelberg in Bothes Institut aufgebaut und in Betrieb genommen; Gentner hatte in Berkeley 1938/39 Informationen und Blaupausen von Lawrence und seinen Mitarbeitern erhalten. Dieses Zyklotron entstand in Zusammenarbeit mit Siemens. Unabhängig wurde vom Reichspostministerium ab 1941 von Manfred von Ardenne ein Zyklotron in Miersdorf bei Berlin gebaut, das aber aufgrund verschiedener Verzögerungen – der Magnet kam erst Anfang 1943 zur Auslieferung und ein Bombenangriff führte 1944 zu Zerstörungen im Lichterfelder Labor von Ardenne – bis Kriegsende nicht zum Einsatz kam. Das Gesamtgewicht des Zyklotrons betrug rund 60 Tonnen, der Kammerdurchmesser 1 m.
Der erste seit 1957 am CERN betriebene Teilchenbeschleuniger war das Synchro-Zyklotron, welches Protonen bis zu einer Energie von 600 MeV beschleunigte.

## Klassisches Zyklotron

Klassisches Zyklotron

Das klassische Zyklotron nach Lawrence besteht aus einem großen Elektromagneten mit homogenem und zeitlich konstantem Feld und einer flachen runden Vakuumkammer zwischen den Polen. Im Inneren der Kammer befinden sich die Duanten, zwei hohle, halbkreisförmige, an ihrer geraden Seite offene Metallelektroden (wegen ihrer D-förmigen Gestalt im Englischen Dees genannt) sowie im Zentrum eine Ionenquelle. Die Duanten sind Teil eines Hochfrequenz-Schwingkreises. In dem Spalt zwischen ihnen bildet sich rechtwinklig zum Magnetfeld ein elektrisches Wechselfeld. Dieses beschleunigt jeweils ein Ionen„paket“ abwechselnd in einen der beiden Duanten hinein.
Im Inneren der Duanten herrscht kein elektrisches Feld; die Ionen beschreiben hier unter der Lorentzkraft des Magnetfelds Kreisbögen, deren Krümmung stets dieselbe Richtung hat (in der nebenstehenden Zeichnung gegen den Uhrzeigersinn). Bei geeignet gewählter Frequenz der Wechselspannung, gemäß untenstehender Gleichung, erreichen die Ionen nach einer vollen Periode der Wechselspannung den Spalt wieder, so dass sie dort weiter beschleunigt werden. Wegen des Geschwindigkeitszuwaches im Beschleunigungsspalt ist der Radius des jeweils nächsten Kreisbogens etwas größer; dies ergibt insgesamt die spiralartige Bahn.
Am äußeren Rand der Kammer gibt es meist eine Ablenkelektrode, ein sogenanntes Septum (Trennwand). Ihr Feld gegenüber einer Masse-Elektrode ist der magnetischen Ablenkung entgegengerichtet und lenkt so den Teilchenstrahl auf ein außerhalb liegendes Ziel, das Target.
Der Radius {\displaystyle r} des Kreisbogens, den die Ionen in den Duanten durchlaufen, ergibt sich aus der Zentripetalkraft, hier der Lorentzkraft, der Geschwindigkeit {\displaystyle v} der Teilchen und ihrer Masse {\displaystyle m} zu {\displaystyle r=mv/(qB)}, wobei {\displaystyle q} die Ionenladung und {\displaystyle B} die Flussdichte des Magnetfeldes ist. Der Radius nimmt also proportional zur Geschwindigkeit zu. Daraus folgt, dass die Zeit {\displaystyle \pi r/v} zum Durchlaufen eines Duanten unabhängig von {\displaystyle v} ist. Das bedeutet, dass auch die Zeit zwischen zwei Umpolungen der Beschleunigungsspannung immer dieselbe sein muss, also eine Wechselspannung der festen Frequenz
{\displaystyle f={\frac {|q|}{2\pi \,m}}B},
der sogenannten „Zyklotronfrequenz“, an den Duanten anliegen muss. Die technische Realisierung wird dadurch sehr vereinfacht. Nach mehreren Umläufen verlassen die Ionen das Zyklotron, sobald {\displaystyle r=R}, dem Abstand des Septums vom Mittelpunkt, wird. Sie haben dann die Geschwindigkeit {\displaystyle v_{\mathrm {max} }=(q/m)\cdot RB}. Ihre Endenergie ist damit
{\displaystyle E={\frac {q^{2}}{2m}}(RB)^{2}}.
Überraschenderweise spielt die Größe der Beschleunigungsspannung bei dieser Betrachtung keine Rolle: Sie bestimmt lediglich die Zahl der benötigten Umläufe und die Verweildauer der Ionen im Zyklotron.
Die Flussdichte ist bei Eisenmagneten durch die Sättigung des Eisens auf etwa 1 bis 2 Tesla beschränkt. Bei {\displaystyle B} = 1,0 T beträgt die Zyklotronfrequenz z. B. für Protonen 15 MHz, für Deuteronen und Heliumkerne ist sie etwa halb so groß. In klassischen Zyklotronen wurden nach jeweils etwa 50 Umläufen Endenergien von rund 10 MeV (Protonen), 20 MeV (Deuteronen) und 40 MeV (Heliumkerne) erreicht.:S. 51

## Höhere Teilchengeschwindigkeiten
Das klassische Zyklotron funktioniert nur bei nicht relativistischen Teilchengeschwindigkeiten; bei höherer Geschwindigkeit bleibt die Umlaufdauer der Ionen nicht mehr konstant, sondern nimmt merklich zu, sie geraten also gegenüber der konstanten Beschleunigungsfrequenz „aus dem Takt“.
Dem entspricht es, dass die oben angegebene Gleichung für die Zyklotronfrequenz nur genähert gilt. Die genaue, bei allen Teilchengeschwindigkeiten {\displaystyle v} gültige Gleichung ergibt sich, wenn die Masse {\displaystyle m} der Ionen durch {\displaystyle \gamma m} ersetzt wird,
{\displaystyle f={\frac {|q|}{2\pi \,\gamma m}}B}.
Hier ist
{\displaystyle \gamma ={\frac {1}{\sqrt {1-\left({\frac {v}{c}}\right)^{2}}}}}
der Lorentzfaktor und {\displaystyle c} die Lichtgeschwindigkeit. Für {\displaystyle v\ll c} wird offenbar {\displaystyle \gamma \approx 1} und es ergibt sich wieder der einfachere Ausdruck.
Es gibt zwei Weiterentwicklungen des klassischen Zyklotrons, die höhere Teilchengeschwindigkeiten ermöglichen: das Synchrozyklotron und das Isochronzyklotron. Eine weitergehende Lösung, auch für extrem relativistische Geschwindigkeiten, besteht im Synchrotron.

### Synchrozyklotron
Damit das Zyklotron für höhere Teilchengeschwindigkeiten verwendbar ist, kann man die Hochfrequenz modulieren, d. h. während des Beschleunigungsvorgangs entsprechend der allmählich abnehmenden Zyklotronfrequenz der Teilchen verringern, etwa mittels eines rotierenden Kondensators im Schwingkreis. Solche Synchrozyklotrone wurden in den 1950er Jahren gebaut und erreichten mit leichten Ionen bis zu 800 MeV.:S. 53 Ihr Nachteil ist, dass immer nur eine enge Gruppe von Teilchenpaketen gleichzeitig beschleunigt werden kann. Erst wenn deren Durchlauf beendet und die Hochfrequenz wieder zum anfänglichen Wert zurückgekehrt ist, kann die nächste Gruppe „starten“. Der Strahl ist dadurch unvermeidlich gepulst, mit einem geringen Tastgrad der Größenordnung 1 %. Dies ist für physikalische Experimente meist nachteilig, für manche Anwendungen allerdings unerheblich.

### Isochronzyklotron
Das Synchrozyklotron wurde technisch überholt durch das Isochronzyklotron. Bei diesem wird, anstatt die Hochfrequenz zu modulieren, die Umlauffrequenz auch für relativistische Ionen konstant gehalten, indem ein inhomogenes, nämlich nach außen hin zunehmendes Magnetfeld verwendet wird. Ein solches Feld wirkt allerdings auf den Strahl defokussierend, also zerstreuend. Isochronzyklotrone konnten deshalb erst gebaut werden, nachdem durch Livingston und Andere die starke Fokussierung entdeckt worden war.:S. 53 Hierfür wird der Magnet sektorweise so gestaltet, dass sein Feld in radialer Richtung abwechselnd positive und negative Gradienten hat. Dies ergibt eine Fokussierung; anschaulich entspricht es der Hintereinanderanordnung von Sammel- und Zerstreuungslinsen für Licht, mit einer Fokussierung als Nettowirkung. Ist der Magnet dementsprechend in einzelne sektor-, also tortenstückförmige Einzelmagnete mit jeweils eigener Wicklung aufgeteilt, spricht man von einem Sektorzyklotron. Beim Kompaktzyklotron sind die Sektoren dagegen durch die Polschuhform an einem gemeinsamen Magnetjoch realisiert.
Manche neueren Isochronzyklotrone haben zur Energieersparnis supraleitende Magnetwicklungen. Auch werden oft nicht zwei, sondern drei oder mehr Beschleunigungselektroden verwendet; auch sie werden Duanten oder im Laborjargon Dees genannt, obwohl sie nicht D-förmig sind.
Die Stromstärke eines Isochronzyklotron-Strahls beträgt typisch zwischen etwa 10 und 100 Mikroampere.

## H−-Zyklotron
Zyklotrone für Protonen, die meistgebrauchten Ionen, arbeiten in manchen Fällen als H−-Zyklotron. In ihnen werden negative Wasserstoffionen, so genannte Hydridionen (H−, „H minus“) beschleunigt. Diese passieren nach der Beschleunigung eine im Spalt angebrachte Graphitfolie („Stripper“), die die beiden Elektronen „abstreift“. Das Ion ist jetzt ein Proton und wird wegen seiner umgekehrten Ladung im Magnetfeld des Zyklotrons zur anderen Seite hin, also aus dem Zyklotron hinaus abgelenkt. Diese Art der Strahlextraktion ermöglicht gegenüber der Ablenkplatten-Methode größere Stromstärken des Strahls.

## Anwendungen

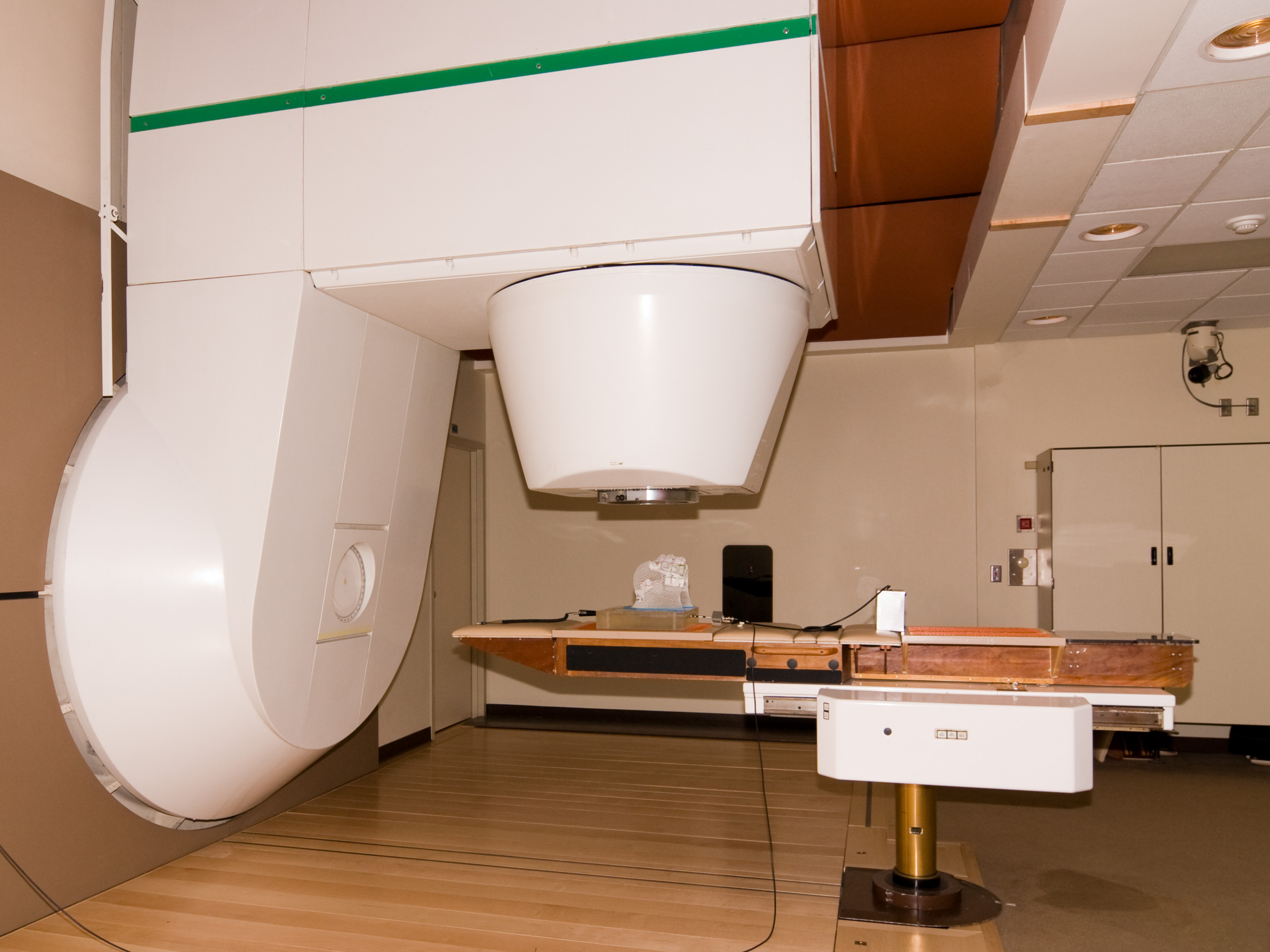
Behandlungsraum für Strahlentherapie mit Neutronen, die mit einem Zyklotron produziert werden

Zyklotrone dienen z. B. in der physikalischen Forschung zur Auslösung von Kernreaktionen. Sie werden aber auch medizinisch eingesetzt, beispielsweise zur Herstellung von Radionukliden für diagnostische Zwecke wie die Positronenemissions-Tomographie (PET). Viele der so genutzten Radionuklide haben sehr kurze Halbwertszeiten, von Minuten bis zu wenigen Stunden; daher können sie nicht weit transportiert werden und müssen nahe am Verwendungsort produziert werden. Dazu eignet sich ein Protonenzyklotron mit typisch 15 bis 30 MeV. In Deutschland gibt es etwa 25 Zyklotronanlagen, die diese Radionuklide herstellen.
Auch für die Partikeltherapie werden Zyklotrone eingesetzt. Protonen werden darin auf bis zu 250 MeV beschleunigt und entweder direkt zur Bestrahlung des Patienten oder zur Erzeugung von Neutronenstrahlung verwendet. In Deutschland gibt es sechs derartige Anlagen (Stand Januar 2017). Wenn schwerere Ionen, etwa Kohlenstoffionen, verwendet werden sollen, muss für ausreichende Eindringtiefen ein Synchrotron verwendet werden.